# Barbados en los Juegos Paralímpicos de Londres 2012
Barbados estuvo representado en los Juegos Paralímpicos de Londres 2012 por un deportista masculino. El equipo paralímpico barbadense no obtuvo ninguna medalla en estos Juegos.